# Hydrelia terraenovae
Hydrelia terraenovae är en fjärilsart som beskrevs av Harry Krogerus 1954. Hydrelia terraenovae ingår i släktet Hydrelia och familjen mätare. Inga underarter finns listade i Catalogue of Life.